# Krzyż Pamiątkowy Ruchu Oporu
Krzyż Pamiątkowy Ruchu Oporu (niderl. Verzetsherdenkingskruis) – holenderskie pamiątkowe odznaczenie wojskowe i państwowe.

## Historia
Odznaczenie zostało ustanowione dekretem królewskim nr 104 z 29 grudnia 1980 roku, dla upamiętnienia i wyróżnienia uczestników holenderskiego ruchu oporu w 35. rocznicę wyzwolenia Holandii spod okupacji niemieckiej. Zgodnie z dekretem wnioski o jego nadanie miały być uwzględniane na wniosek Najwyższej Rady Emerytalnej (niderl. Buitengewone Pensioenraad) i Stowarzyszenia 1940-1945 (niderl. Stichting 1940-1945). Początkowo miał on być nadawany do 31 grudnia 1982 roku, lecz później okres ten kilkakrotnie przedłużano i ostatecznie 1 kwietnia 1984 roku zakończono przyjmowanie wniosków, a nadawanie uznano za zakończone w dniu 31 grudnia 1987 roku.

## Zasady nadawania
Odznaczenie było nadawane żyjącym uczestnikom holenderskiego ruchu oporu w czasie II wojny światowej na ich wniosek złożony w Najwyższej Radzie Emerytalnej lub w Stowarzyszeniu 1940-1945, zrzeszającym weteranów II wojny światowej, i potwierdzone przez te instytucje, a zwłaszcza:
- osobom uznanym za uczestników ruchu oporu w myśl dekretu królewskiego z 5 września 1944 roku (Staatsblad E 62);
- osobom, które zostały uznane za uczestników ruchu oporu przez Najwyższa Radę Emerytalną w myśl ustawy o emeryturach specjalnych z lat 1940–1945, niezależnie od tego, czy taka emerytura została przyznana danej osobie;
- osobom powołanym do Wewnętrznych Sił Zbrojnych po 4 września 1944 roku, które zostały uznane za żołnierzy w myśl ustawy o żołnierzach ruchu oporu z 20 stycznia 1976 roku (Staatsblad 19);
- osobom, które na holenderskich terytoriach zamorskich, okupowanych przez wojska japońskie, uczestniczyły w ruchu oporu przeciwko okupantowi;
- także każdej innej osobie, której wniosek o nadanie odznaczenia zostanie rozpatrzony pozytywnie.

Łącznie złożono 15 300 wniosków o nadanie tego odznaczenia, a nadano ich w latach 1981–1987 ok. 15 000.

## Opis odznaki
Odznaka medalu wykonana jest ze srebra i ma postać równoramiennego krzyża, wielkości 40 mm. 
Na awersie na pionowym ramieniu znajduje się miecz z ostrzem skierowanym do góry, otoczony płomieniami. Nad mieczem znajduje się korona królewska, a poniżej daty 1940–1945. Na ramionach poziomych znajduje się napis w języku niderlandzkim DE TYRANNY VERDRYVEN (pol. Tyrania umiera). 
Na rewersie odznaki znajduje się rysunek lwa oraz na ramionach poziomych monogram twórcy wzoru medalu, a także data 1980, będąca rokiem ustanowienia orderu. 
Medal zawieszony jest na wstążce o szerokości 27 mm, po bokach ma czarne paski o szer. 4,5 mm, następnie z prawej strony pasek pomarańczowy o szer. 9 mm (kolor dynastii królewskiej), a z lewej paski o szer. 3 mm, kolejno: niebieski, biały, czerwony (barwy holenderskiej flagi). 